# Rittergut Großhartmannsdorf

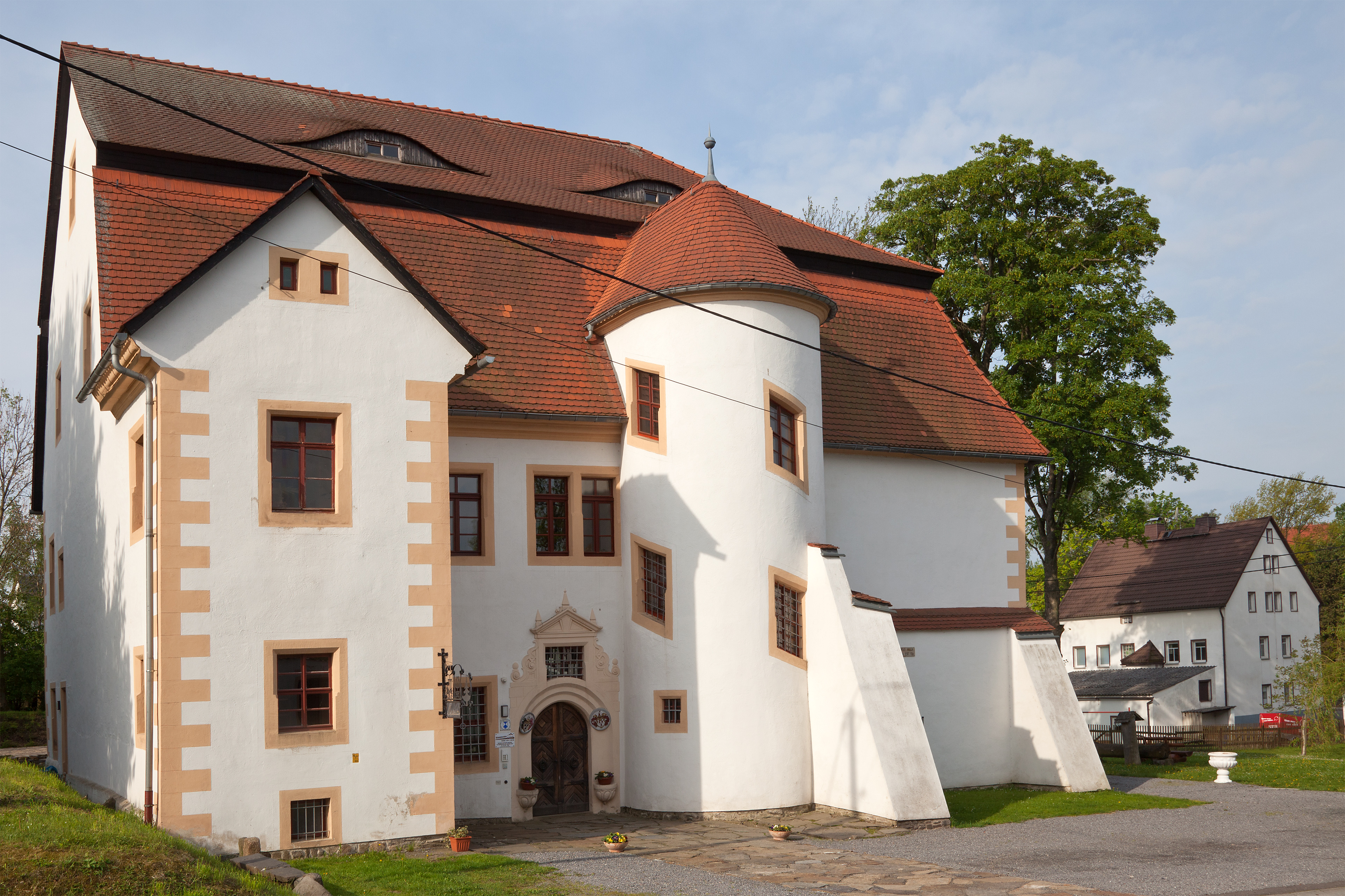
Majoratsgut des Rittergutes Großhartmannsdorf (2011)

Das Rittergut Großhartmannsdorf ist ein früheres Rittergut in der Gemeinde Großhartmannsdorf im Landkreis Mittelsachsen im Freistaat Sachsen. Es steht unter Denkmalschutz und befindet sich im Hofbuschweg 1.

## Geographische Lage
Das Rittergut Großhartmannsdorf liegt unweit eines Zufluss zur Freiberger Mulde im Waldhufendorf Großhartmannsdorf, zu dem drei Teiche der Revierwasserlaufanstalt gehören. Einst wurden vom Rittergut aus größtenteils ebene Felder sowie umfangreiche Waldungen bewirtschaftet. Kurze Alleen führten zum Rittergut, das mit einem großen Garten umgeben war.

## Geschichte

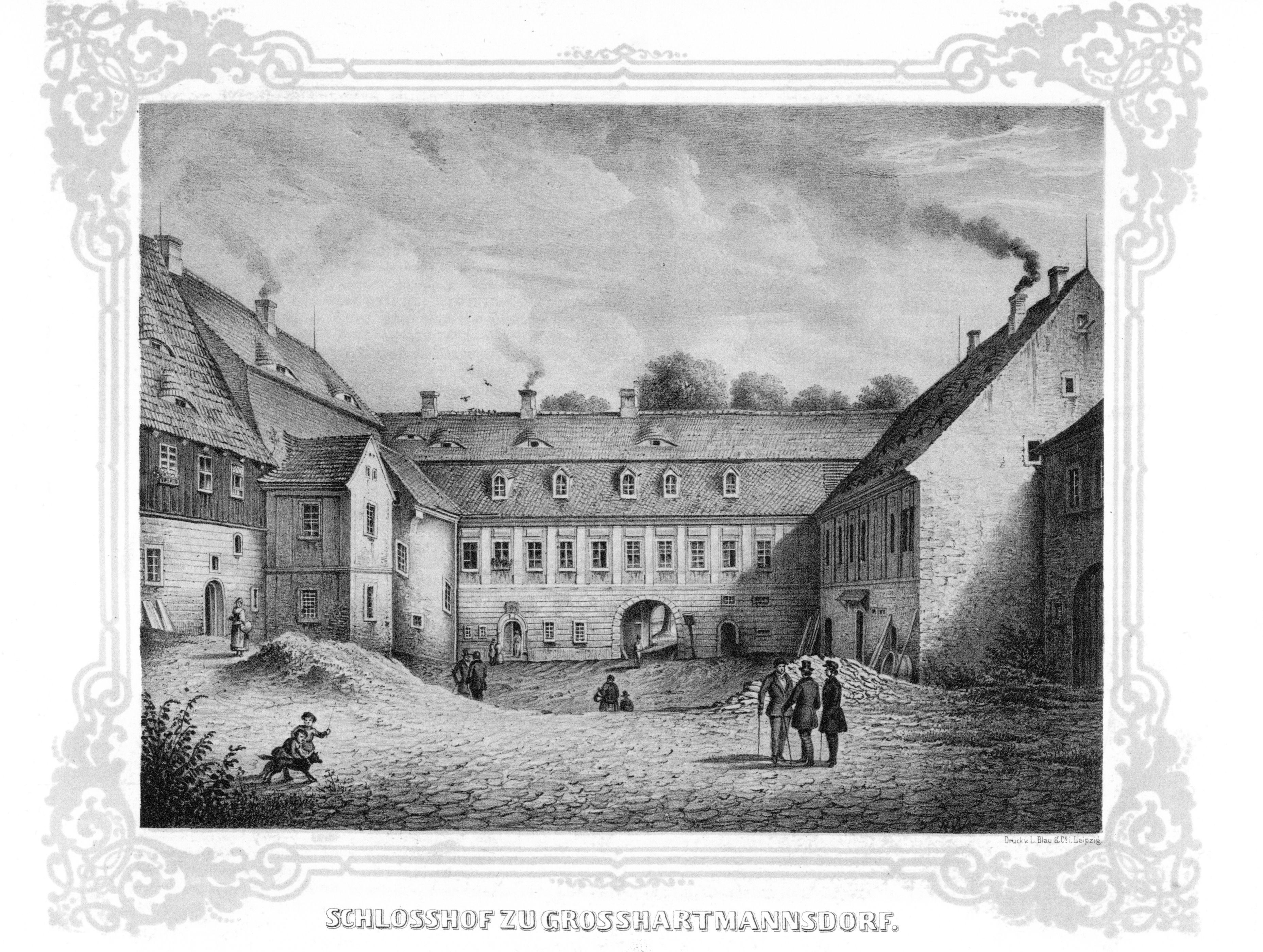
Rittergut Großhartmannsdorf (1856)

1551 wird in Großhartmannsdorf, das damals im Amt Freiberg lag, ein Rittergut urkundlich erwähnt, deren Besitzer aus der aus Ungarn stammenden Montanunternehmerfamilie von Alnpeck die Erb- und Obergerichtsbarkeit im Ort ausübten. Später, nach zahlreichen Besitzerwechseln, war das Rittergut Grosshartmannsdorf ab 1730 ein Majorat der Familie von Carlowitz, wozu seit 1774 auch Liebstadt gehörte. Als Carl Adolph von Carlowitz 1730 das Rittergut erwarb, übernahm er damit auch das Patronat über die Dorfkirche Großhartmannsdorf. In den folgenden Jahren regte er den Bau einer größeren Kirche sowie einer neuen Orgel an. Das Rittergut war zu dieser Zeit ein Mannlehen und „neuschriftsässig“.
Nach Kriegsende 1945 wurde das Rittergut Großhartmannsdorf im Zuge der Bodenreform enteignet.

## Gebäude
Es handelt sich um einen mächtigen, zweigeschossigen Renaissancebau mit Sitznischenportal und späterem Mansarddach sowie Resten originaler Ausstattung. Das Rittergut beherbergt heute eine Sammlung zur sächsischen Geschichte und ist baugeschichtlich, kunstgeschichtlich und ortsgeschichtlich von Bedeutung. An der Nordseite befindet sich ein Treppenturm, im Keller Tonnengewölbe. Erdgeschoss und Obergeschoss verfügen über große Dielen, Kreuzgratgewölbe, Stuckdecken, Holzkassettendecken. Die Ausstattung stammt überwiegend aus dem 18. und 19. Jahrhundert und das Mansarddach verfügt über eine Biberschwanzdeckung. 